# Schloss Waasen (Heiligenkreuz am Waasen)

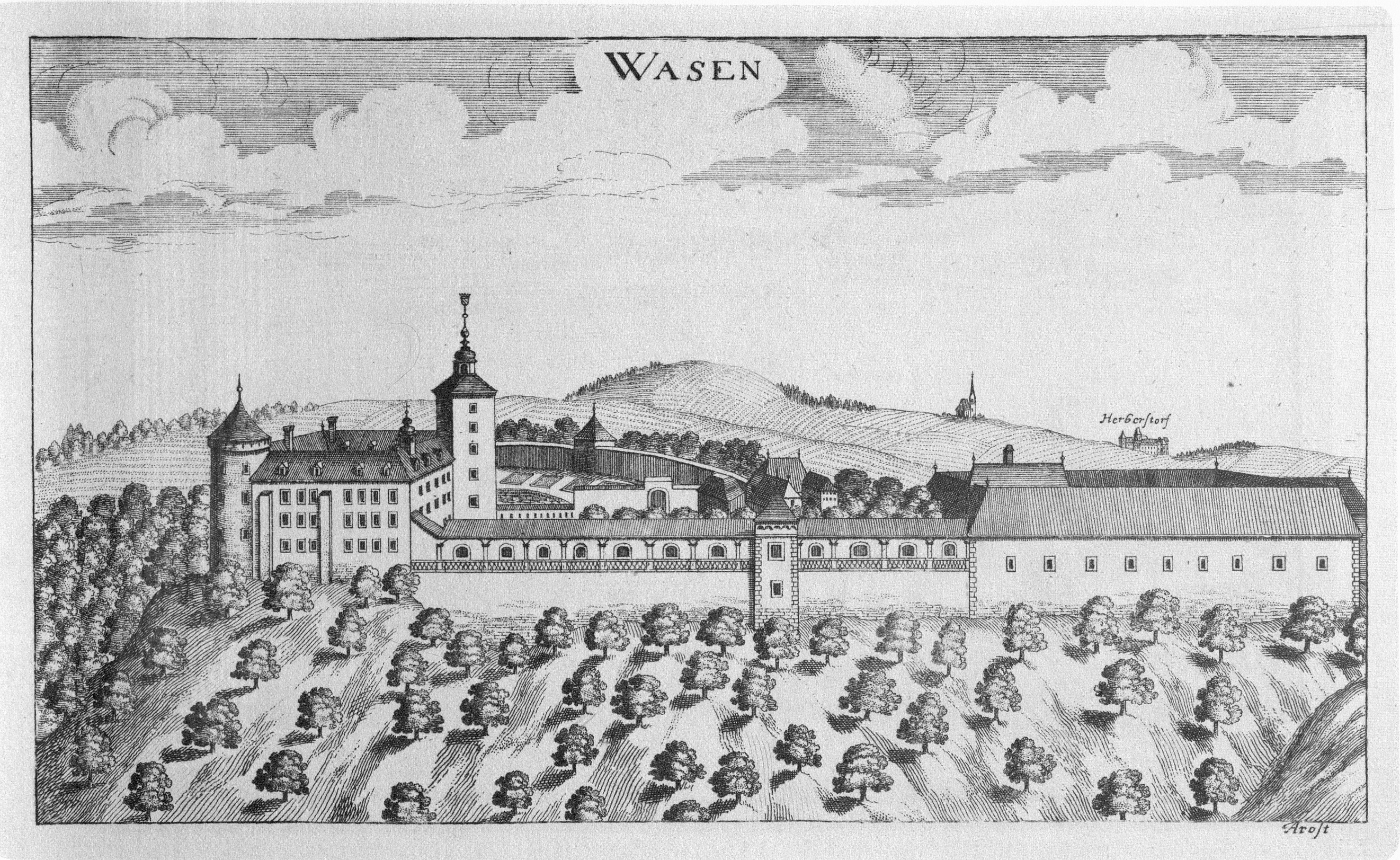
Schloss Waasen (1681)

Das Schloss Waasen ist ein aus einer Burg hervorgegangenes Schloss in der steirischen Marktgemeinde Heiligenkreuz am Waasen. Das Schloss steht unter Denkmalschutz (Listeneintrag).

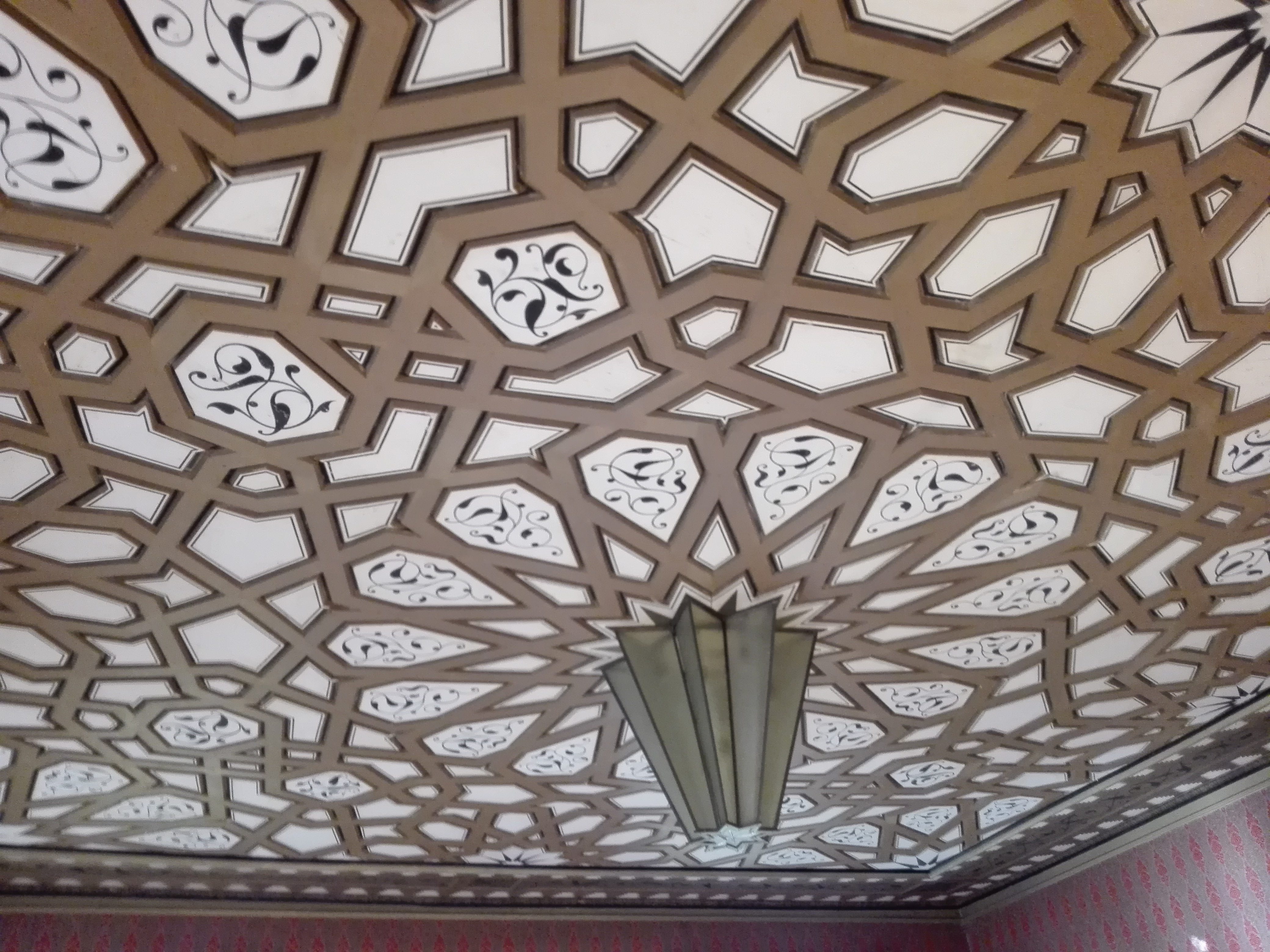
Orientalische Zimmerdecke

Das dreigeschoßige Schloss befindet sich in etwa in dem Zustand, wie es Vischer auf seinem Stich abgebildet hatte. Im 12. Jahrhundert werden die Ritter von Waasen als Besitzer erwähnt. Im Laufe der Jahrhunderte erfolgte ein oftmaliger Besitzerwechsel. Es scheinen die Rittergeschlechter der Pernegger und Holzapfel als Besitzer der Herrschaft auf, ferner die gräflichen Familien der Stubenberg, der Galler und der Liechtenberg. Zu den zehn verschiedenen Besitzern des 20. Jahrhunderts gehörte Freiherr von Liebig, der mit seiner Gemahlin in den Glasfenstern der Schlosskapelle abgebildet ist. Das Deutsche Reich als Besitzer des Schlosses deponierte einen Teil der Waffen des Zeughauses in einigen der 42 Zimmer des Schlosses. Das Schloss wird nicht mehr bewohnt.